# Friedrich Welwitsch
Dr. Friedrich Welwitsch (n. 25 februarie 1806, Maria Saal, Carintia, Austria – d. 20 octombrie 1872, Londra, Regatul Unit al Marii Britanii și Irlandei) a fost un explorator și botanist austriac. Deși născut în Austria, el a lucrat în altă parte. A devenit celebru când a fost trimis de guvernul portughez în Angola, în acea vreme colonie portugheză. Aici a descoperit faimoasa Welwitschia mirabilis, care a fost numită după el.